# Proteinato de cálcio
Substância que é retirada da soja que contribui para repor a proteína do músculo perdida com o catabolismo durante uma atividade física.
O PC fornece nutrientes, incluindo alguns nobres, com alta digestibilidade. Ideal para promover o crescimento, a reparação e desenvolvimento do organismo de crianças, adultos e até idosos. A alta qualidade nutricional da Proteína (de Soja) associada às Proteínas do Leite é muito útil, também, na manutenção da massa muscular, na construção de tecidos, hormônios e sistema imunológico. Portanto, suplementa a alimentação de maneira saudável.